# M'Zem Sanhaja
M Zem Sanhaja (franska: M Zem Sanhaja (CR), M Zem Sanhaja (Commune Rurale), arabiska: الواد لخضر) är en kommun i Marocko.   Den ligger i provinsen El Kelaâ des Sraghna och regionen Marrakech-Safi, i den nordöstra delen av landet, 230 km söder om huvudstaden Rabat. Antalet invånare är 9 253.